# Viseur d'étoiles

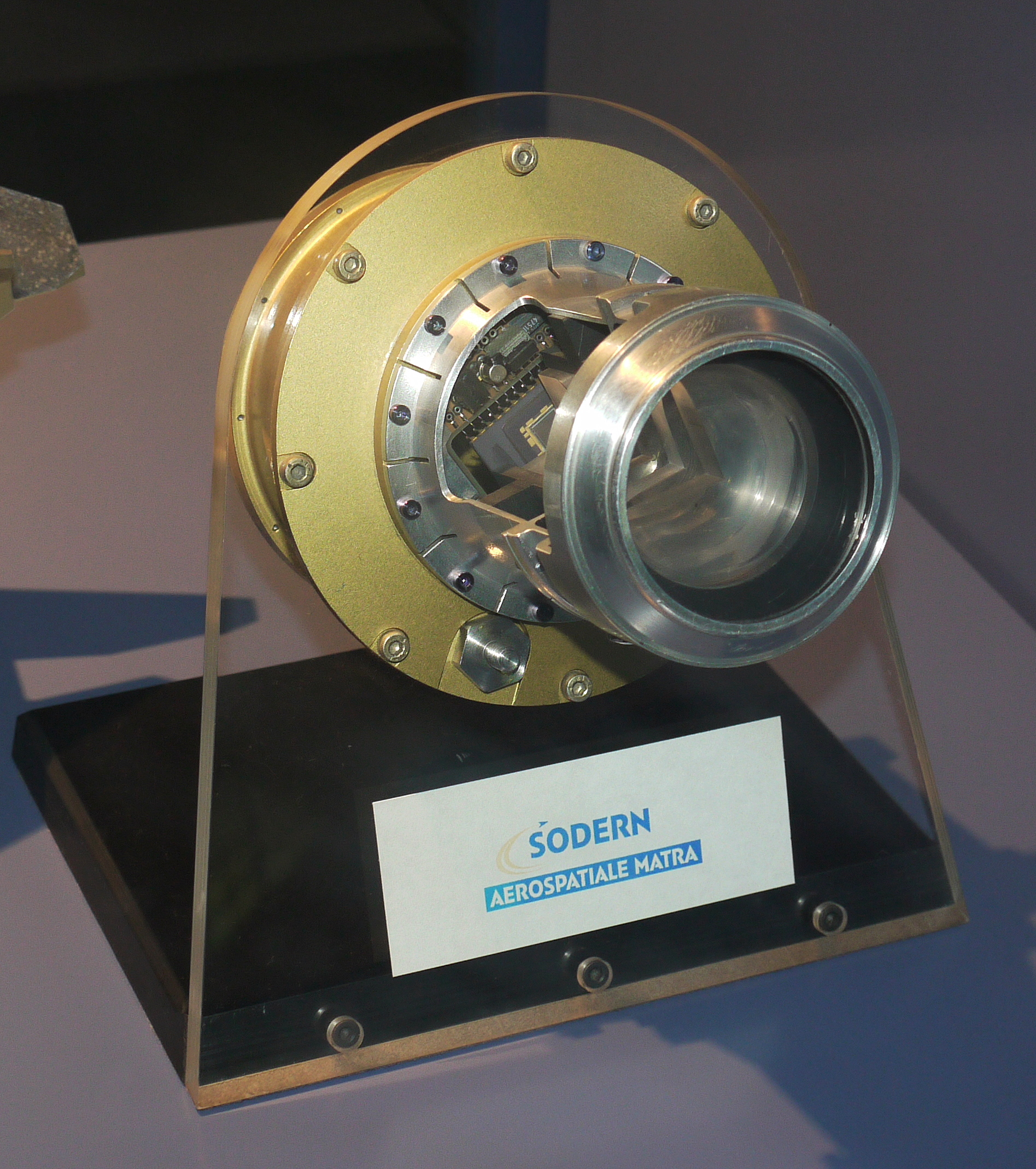
Tête optique d'un viseur d'étoiles.

Un viseur stellaire ou viseur d'étoiles (en anglais : star tracker) est un instrument qui mesure les coordonnées d'une ou plusieurs étoiles et équipe les plateformes des engins spatiaux habités ou non (satellite artificiel, sonde spatiale), certains avions, ou encore des missiles stratégiques intercontinentaux (comme le missile M51 français, par exemple). Ces données sont comparées aux éphémérides des étoiles enregistrés dans une bibliothèque de l'instrument permettant de déterminer l'orientation de l'engin spatial. 
Le viseur d'étoile est utilisé par le système de contrôle d'attitude pour maintenir l'orientation de l'engin spatial dans une position donnée afin de pointer des instruments scientifiques, des antennes de télécommunications, etc. Il est préféré au viseur/capteur solaire ou au viseur/capteur de Terre lorsqu'il est nécessaire d'obtenir une grande précision dans la mesure de l'orientation qui est comprise entre 1 et 10 secondes d'arc.

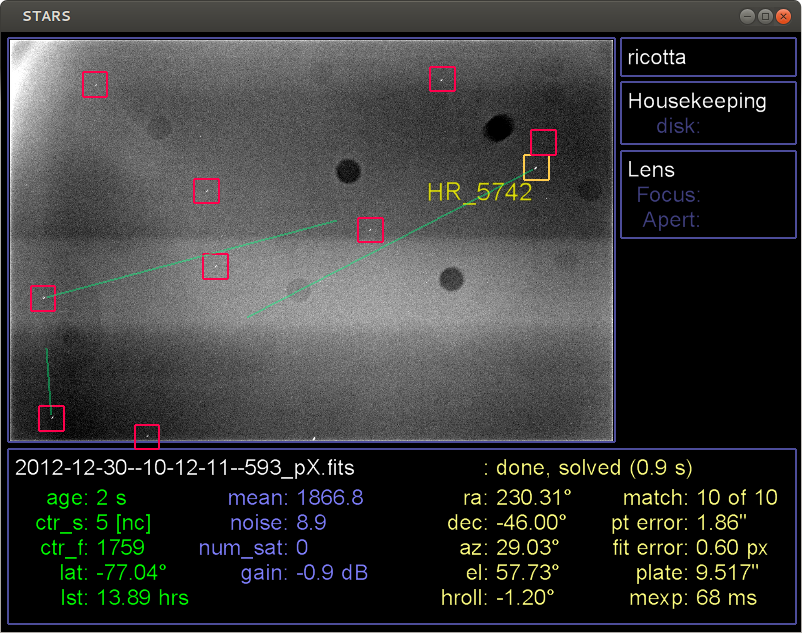
Le logiciel viseur d'étoiles STARS traite en temps réel une image à bord d'un ballon-sonde stratosphérique dans le cadre de l'expérience cosmologique EBEX 2012.

## Principe de fonctionnement
Un viseur d'étoiles est composé d'une partie optique et d'un détecteur. Il existe différents types de viseurs d'étoiles : capteur à balayage, capteur de poursuite, capteur d'image.